# 小行星7823
小行星7823（英語：7823）是一颗围绕太阳公转的小行星。1991年8月7日，亨利·E·霍爾特在帕洛马山发现了此天体。
这颗小行星的绝对星等为209.4935536686235等。